# Burhanpur
Burhanpur là một thành phố và là nơi đặt hội đồng thành phố (municipal corporation) của quận East Nimar thuộc bang Madhya Pradesh, Ấn Độ.

## Địa lý
Burhanpur có vị trí 21°18′B 76°14′Đ / 21,3°B 76,23°Đ Nó có độ cao trung bình là 750 mét (2.461 foot).

## Nhân khẩu
Theo điều tra dân số năm 2001 của Ấn Độ, Burhanpur có dân số 194.360 người. Phái nam chiếm 51% tổng số dân và phái nữ chiếm 49%. Burhanpur có tỷ lệ 64% biết đọc biết viết, cao hơn tỷ lệ trung bình toàn quốc là 59,5%: tỷ lệ cho phái nam là 69%, và tỷ lệ cho phái nữ là 57%. Tại Burhanpur, 15% dân số nhỏ hơn 6 tuổi.